# Økologisk økonomi
Økologisk økonomi er en økonomisk underdisciplin, der beskæftiger sig med samspillet mellem menneskelig aktivitet og de økosystemer, som aktiviteten udfolder sig indenfor. Økologisk økonomi beskæftiger sig i vidt omfang med de samme temaer som den mere udbredte underdisciplin miljøøkonomi; men til forskel fra miljøøkonomi, der betjener sig af bredt accepterede standardøkonomiske metoder og derfor udgør en del af den almindelige mainstream-økonomiske tænkning, er økologisk økonomi en heterodoks økonomisk disciplin. Det vil sige, at økologiske økonomer ofte opfatter sig som i modsætning til den mere etablerede økonomiske tænkning og de metoder, der normalt anvendes indenfor mainstreamøkonomien.

## Historie
Økologiske økonomer nævner ofte tidligere arbejde fra 1960'erne og 1970'erne af bl.a. amerikaneren Kenneth Boulding, den rumænsk-amerikanske matematiker og økonom Nicholas Georgescu-Roegen og den amerikanske økonom Herman Daly som væsentlige inspirationskilder for deres tankegang. Som en egentlig gruppering regnes begyndelsen på moderne økologisk økonomi imidlertid normalt at være 1982, hvor der fandt et møde sted i Stockholm med titlen "Integrating Ecology and Economics". Blandt de 48 deltagere var såvel en del kendte miljøøkonomer som personer, der senere skulle blive centrale indenfor økologisk økonomi, således Herman Daly og den australske økonom Robert Costanza. I 1987 redigerede Costanza og Daly en særudgave af tidsskriftet Ecological Modeling, og samme år udgav den spanske økonom Joan Martinez Alier bogen Ecological Economics. I 1988 blev "International Society for Ecological Economics" grundlagt, og året efter begyndte foreningens publikation "Ecological Economics", som siden har været det vigtigste videnskabelige tidsskrift indenfor underdisciplinen, at udkomme.

## Hovedprincipper og forskelle til miljøøkonomi
Udover en afvisning af det mainstream-økonomiske paradigme understreger økologiske økonomer ofte tværvidenskabelighed (eksempelvis samarbejde mellem økonomer og naturvidenskabsfolk) som vigtigt. Ligeledes opfattes fordelingsspørgsmål som uadskillelige fra andre analyser af økonomiske forhold. Økologiske økonomer har også sat spørgsmålstegn ved, om det er muligt at adskille økonomiske værdier fra videnskabelig analyse, og dermed slået til lyd for, at økonomi er en normativ snarere end positiv (deskriptiv) videnskab.
Der er dog ikke enighed om, hvad der mere nøjagtigt adskiller økologisk-økonomiske fra miljøøkonomiske synspunkter. I Danmark har de økonomiske vismænd, der repræsenterer en mere mainstream-agtig miljøøkonomisk tilgang til problemstillingerne, stillet spørgsmål ved, om mange af de forskelle i forhold til miljøøkonomi, som fremhæves af økologiske økonomer, er reelle forskelle. Således anfører vismændene, at fordelingsspørgsmål og inspiration fra andre videnskaber også spiller en vigtig rolle i miljø- og andre mainstreamøkonomiske discipliner, ligesom "det virker ukontroversielt at betragte samfundsøkonomien som en underafdeling af jordklodens mere fundamentale økologiske system." Derimod udgør et forskelligt syn på substitutionsmulighederne mellem natur- og menneskeskabt kapital en vigtig skillelinje mellem økologiske økonomer og miljøøkonomer. Økologiske økonomer opfatter normalt disse substitutionsmuligheder som meget dårlige, mens miljøøkonomer i højere grad opfatter problemstillingen som et empirisk spørgsmål, der ikke er konsensus om. Denne problemstilling er også afgørende for holdningen til, om fortsat økonomisk vækst er foreneligt med bæredygtighed, idet en bæredygtig økonomisk vækst kræver, at der er tilstrækkelig gode substitutionsmuligheder mellem de to former for kapital, sådan at væksten i værdiskabelsen ikke behøver at medføre en forringelse af miljøet og de naturresurser, der er afgørende for at opretholde samfundsvelfærden.

## Økologisk økonomi i Danmark
Danmark fik sit første professorat i økologisk økonomi, da Inge Røpke i 2012 blev udnævnt til professor i økologisk økonomi ved Aalborg Universitet. Til sammenligning er der adskillige professorer i miljøøkonomi i Danmark, ikke mindst i tilknytning til Institut for Fødevare- og Ressourceøkonomi ved Københavns Universitet.